# Euxoa hollemani
Euxoa hollemani är en fjärilsart som beskrevs av Augustus Radcliffe Grote 1874. Euxoa hollemani ingår i släktet Euxoa och familjen nattflyn. Inga underarter finns listade i Catalogue of Life.